# انداگائو
انداگائو (به لاتین: Andagao) یک منطقهٔ مسکونی در فیلیپین است که در Western Visayas (Region VI) واقع شده‌است.

## خصوصیات
انداگائو ۱۲٬۶۰۷ نفر جمعیت دارد.